# Jerzy Sajko
Jerzy Sajko (ur. 1 stycznia 1939 w Dąbrowie koło Grodna, zm. 29 grudnia 1996 w Warszawie) – polski scenograf filmowy i dekorator wnętrz.
Laureat Nagrody za scenografię do filmu Cudowne dziecko na Festiwalu Polskich Filmów Fabularnych w Gdyni w 1987 oraz dwukrotny laureat Poznańskich Koziołków na Krajowym Festiwalu Filmów dla Dzieci: w 1988 za scenografię do filmu Cudowne dziecko i w 1994 za scenografię do filmu Panna z mokrą głową.

## Wybrana filmografia
jako autor scenografii:
- Debiutantka (1981)
- Krzyk (1982)
- Widziadło (1983)
- Szaleństwa panny Ewy (1984)
- Idol (1984)
- Rajska jabłoń (1985)
- Dziewczęta z Nowolipek (1985)
- Zygfryd (1986)
- Cudowne dziecko (1986)
- Zabij mnie glino (1987)
- Piłkarski poker (1988)
- Goodbye Rockefeller (1993)
- Człowiek z... (1993)
- Panna z mokrą głową (1994)
- Awantura o Basię (1995)